# Црква светог Лазара Хребељановића у Марибору
Српска православна црква Светог Лазара у Марибору је изграђена у време Краљевине Југославије на Југословенском тргу, недалеко од градског центра (данас Трг Генерала Маистра). Због присуства већег броја православаца - официра, чиновника и приватних лица још 1923. године јавила се потреба за изградњом православне богомоље. Те године је основана православна црквена општина у Марибору. Православни свештеник, парох Петар Трбојевић се настанио у Марибору 1928. године. До изградње православне цркве импровизована је православна капела у касарни "Краља Александра". Године 1934. у православној парохији је већ било 1.100 парохијана, стално настањених.
Црква је саграђена у периоду од 1934. до 1936. године. Локацију за нову православну цркву одредили стручњаци из Љубљане. Архитекте Штеле и Шубиц су изабрани парк на Југословенском тргу. Са њима се сложио и трећи архитекта из Љубљане, Плечник. Након њихових извештаја градске власти Марибора су српској православној општини у Марибору дали дозволу за изградњу. Предрачун радова је превазилазио милион и по динара. Храмовни темељи су освећени 12. августа 1934. године, од стране Патријарха Варнаве и загребаког митрополита Доситеја.
Православна црква у Марибору била је уништена 1941. године од стране Хитлерових нациста, који су окупировали Краљевину Југославију.
Цркву у српско-византијском стилу је пројектовао београдски архитекта Момир Коруновић. Први план на изградњу цркве био је лонгитудиналан концепт са нацртаним октагоном на средини светишта. Октагон је античка архитектурна форма популарна у изградњи црква у античкој Источној Римској империји.
С обзиром на прве планове цркве, четири куполе су могле бити стављене у дијагоналном реду од главног који је могао стати на октагону. У коначној изведби зграде, куполе су постављене фронтално тако да обликују квадрат око главне куполе.
Године 1941. црква је уништена од стране нациста, као део плана да се истерају Срби и Словенци из окупираног града, и да се он опет направи Немачким. Нацисти нису били нетрпељиви само према Србима и Словенцима, већ и према Православној цркви.